# Lodbrokia mariae
Lodbrokia mariae är en stekelart som beskrevs av Sterzynski 1984. Lodbrokia mariae ingår i släktet Lodbrokia och familjen bracksteklar. Inga underarter finns listade i Catalogue of Life.